# Рівне (Покровський район)
Рі́вне — село Мирноградської міської громади Покровського району Донецької області, Україна. У селі мешкає понад 200 людей. Створене у 1925 році. З радянських часів відоме як «радгосп „Молочний“».

## Загальні відомості
Відстань до райцентру становить близько 4 км і проходить автошляхом місцевого значення.
Село розташоване між Покровськом та Мирноградом Донецької області. Поруч розташований ПрАТ «АПК-Інвест» Комбікормовий завод.

## Населення
За даними перепису 2001 року населення села становило 667 осіб, із них 52,62 % зазначили рідною мову українську, 46,48 % — російську та 0,15 % — білоруську мову.